# Praia da Baía das Lajes
A Praia da Baía das Lajes é uma zona balnear portuguesa localizada no município das Lajes do Pico, ilha do Pico, Açores.
Com a vila das Lajes por perto, o antigo centro baleeiro do Pico dispõe de outros atractivos - como o Museu da Baleia - além das águas límpidas de temperaturas agradáveis. Um pouco mais afastado podem ser visitadas as vigias, onde antigos baleeiros trabalham para as empresas que organizam passeios de observação de baleias. Na vila pode ainda experimentar-se o famoso polvo guisado. 